# Jennifer Hohl

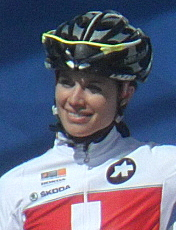
Jennifer Hohl (2012)

Jennifer Hohl (* 3. Februar 1986 in Wolfhalden) ist eine ehemalige Schweizer Radrennfahrerin.
2008, 2009 und 2012 wurde Jennifer Hohl Schweizer Meisterin im Strassenrennen, nachdem sie 2004 schon den nationalen Titel bei den Juniorinnen errungen hatte. Zudem wurde sie 2010 Schweizer Vize-Bergmeisterin. 2007 gewann sie die Berner Rundfahrt und 2009 die Meisterschaft von Zürich. 2008 startete sie bei den Olympischen Spielen in Peking im Strassenrennen, konnte es jedoch nicht beenden.
2012 startete Hohl bei den Strassen-Weltmeisterschaften in Valkenburg aan de Geul; dies war ihre siebte Teilnahme an Strassen-Weltmeisterschaften und ihr letztes grosses Rennen. Sie beendete das Weltmeisterschaftsstrassenrennen auf Platz 62. Mit Ablauf der Saison 2012 beendete Hohl ihre Radsportkarriere, um zukünftig im elterlichen Betrieb zu arbeiten.

## Teams
- 2006–2009 Bigla Cycling Team
- 2010 Noris Cycling
- 2011 SC MCipollini Giambenini
- 2012 Faren Honda Team